# Feu sacré (Saint-Sépulcre)
Pour les articles homonymes, voir Le Feu sacré.
Le miracle du Feu sacré ou du Saint feu (en grec Ἃγιον Φῶς, Lumière sacrée) est décrit par les chrétiens comme un miracle se produisant chaque année à l'église du Saint-Sépulcre à Jérusalem, le Samedi saint précédant la Pâque orthodoxe. Il est considéré par beaucoup comme le miracle annuel le plus ancien attesté dans le monde chrétien, : sa plus ancienne description date du IVe siècle. Le témoignage du pèlerin Bernard le Sage au IXe siècle reste néanmoins le plus communément admis comme « première référence bibliographique ».
Cet événement amène des milliers de pèlerins à se réunir dans l'église du Saint-Sépulcre pour recevoir ce saint feu et allumer les cierges qu'ils ont apportés. C'est le patriarche orthodoxe grec qui « reçoit » le feu dans le Saint-Sépulcre et le transmet ensuite aux fidèles dans l'église, mais certains témoins indiquent que « parfois, des cierges s'allument spontanément dans l'église ». Cet événement amène des responsables religieux orthodoxes à faire spécialement le déplacement pour « ramener le saint feu » dans leur pays. Des responsables politiques des pays orthodoxes font parfois le déplacement pour se joindre officiellement aux célébrations. Si cet événement est très connu et suivi en Orient (en particulier dans les pays de tradition orthodoxe), il est quasiment ignoré en Occident.
Cet événement, considéré comme un miracle par de nombreux chrétiens et responsables religieux est contesté et critiqué depuis le Moyen Âge, certains (comme le pape Grégoire IX) accusant les religieux orthodoxes « de falsification et d'escroquerie ». Des expériences scientifiques ont été tentées hors site et sur site pour trouver une explication rationnelle au phénomène.

## Description

### Le lieu

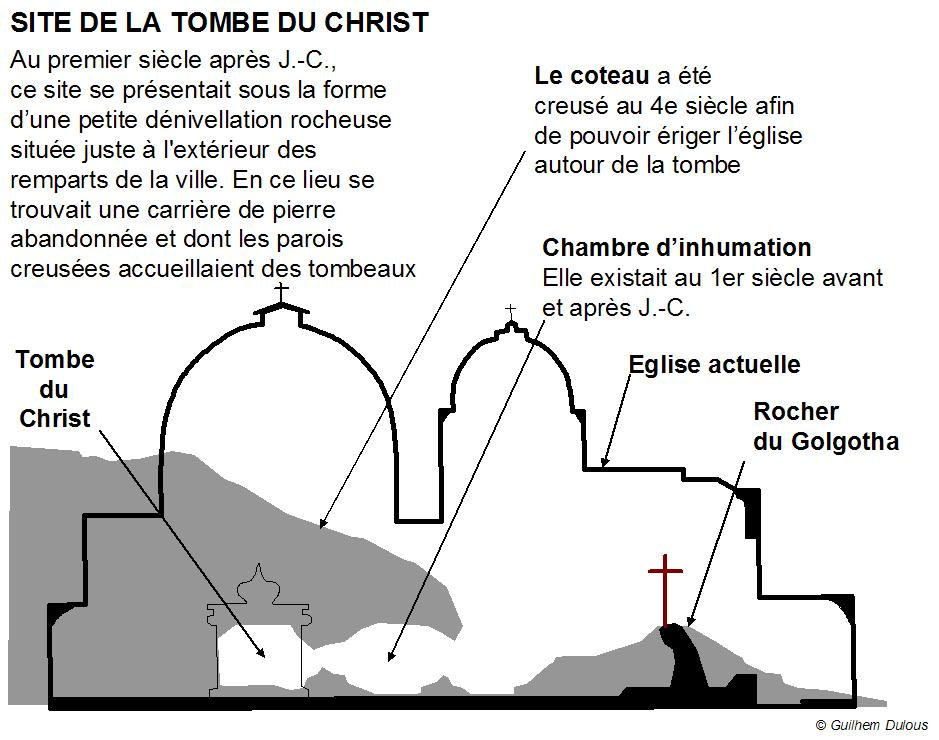
Position de la tombe du Christ et le Golgotha au sein de l'église

L'église du Saint-Sépulcre est construite sur les lieux présumés du Calvaire (le mont Golgotha), et du tombeau de Jésus. Ce lieu, qui servait de carrière de pierre « meleke » depuis le VIIIe siècle av. J.-C., est situé sur une colline au nord-ouest de la ville de Jérusalem, à une altitude comprise entre 710 et 780 mètres. Cet emplacement subit plusieurs modifications au cours des premiers siècles (du Ier siècle au IIIe siècle), avant que l'empereur Constantin, au début du IVe siècle fasse dégager le site jusqu'au rocher, « retrouve » le tombeau du Christ et y aménage une première basilique,.
Le bâtiment va être détruit une première fois en 614 par les troupes perses de Khosro II, reconstruit, il est détruit plusieurs fois (incendié) lors des siècles suivants et restauré jusqu'à sa destruction complète le 18 octobre 1009 par le calife Fatimide et chiite Al-Hakim bi-Amr Allah qui va jusqu'à faire raser la grotte sépulcrale en brisant le rocher naturel,. Cette destruction provoque de vives réactions dans le monde chrétien, dont une des conséquences sera la première croisade. Dans les décennies suivantes, l'église est reconstruite, plus modestement. Pour remplacer la grotte détruite, les chrétiens construisent un édicule au-dessus de la tombe, matérialisant ainsi une nouvelle grotte « artificielle ». Le bâtiment va être à nouveau pillé, incendié, et détruit de nombreuses fois lors des siècles suivants, en fonction des conflits et guerres avec les autorités politiques musulmanes du moment.

### Selon la foi orthodoxe

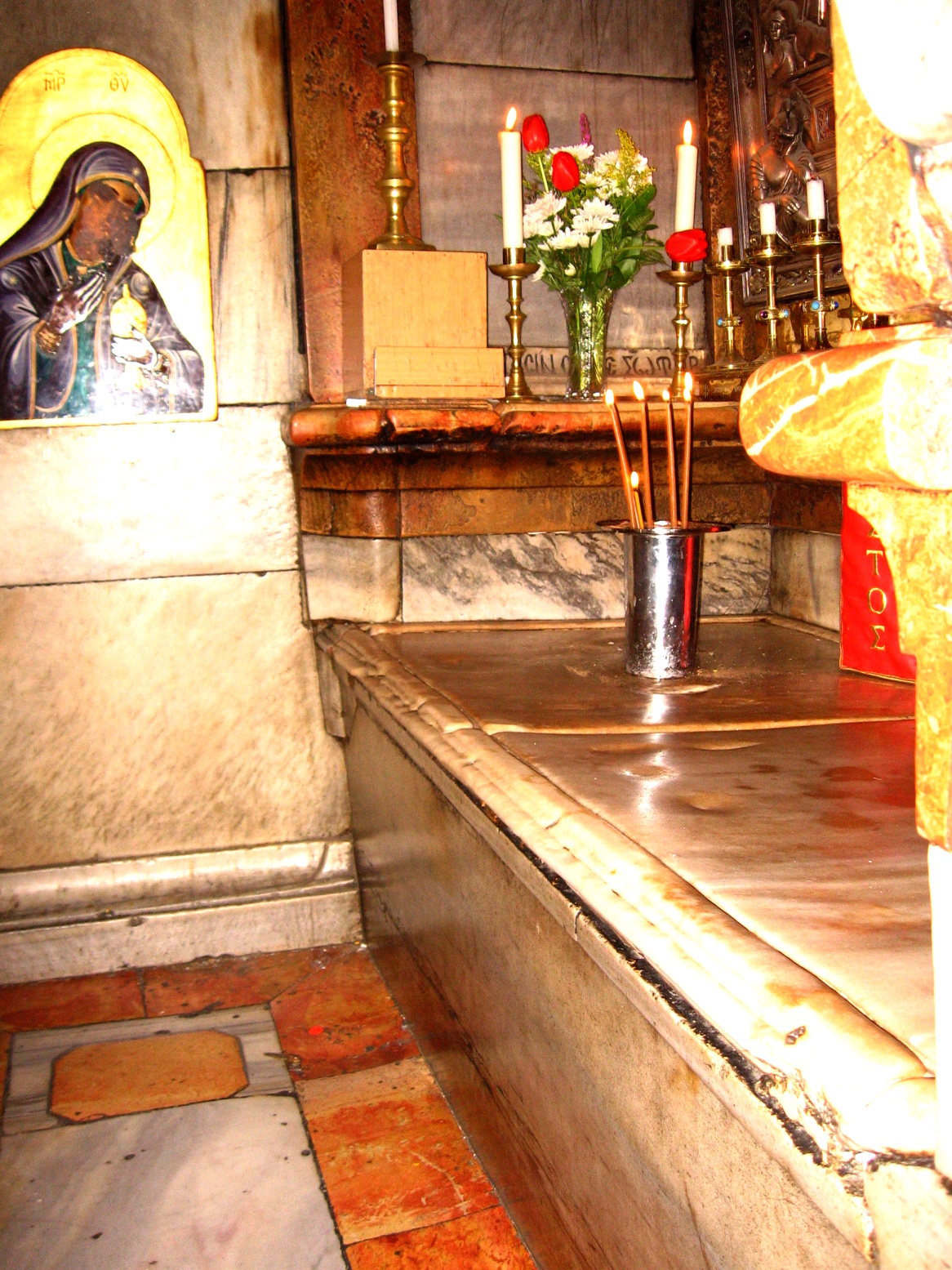
La pierre où aurait été déposé le Christ d'où jaillirait le feu sacré (église du Saint-Sépulcre).

La tradition orthodoxe affirme que le « Saint Feu » descend annuellement la veille de la Pâque orthodoxe, durant laquelle une « lumière bleue émane de la tombe » de Jésus-Christ (dans le Saint-Sépulcre), généralement en remontant de la dalle de marbre couvrant le lit de pierre qui serait celui sur lequel le corps de Jésus a été placé lors de son enterrement. Ce phénomène prend parfois la forme d'une colonne contenant une sorte de feu, à partir duquel des bougies sont allumées. Ces bougies sont ensuite utilisées pour allumer les bougies du clergé et des pèlerins présents. Il est dit également que, parfois, « le feu » éclaire spontanément d'autres lampes ou bougies placées autour de l'édicule, dans l'église,.
L’archevêque Missaïl, qui a assisté à l'événement, et « récolté le feu sur la pierre » décrit ainsi son expérience : « Étant entré à l’intérieur du saint tombeau, nous voyons sur tout le couvercle de la tombe une lumière scintillante, comme si y étaient répandues de minuscules perles de verre d’apparence blanche, bleue, écarlate, et d’autres couleurs, qui ensuite, se fondant les unes avec les autres, rougeoyaient et se transformaient en feu ; mais ce feu, durant le temps nécessaire à lire sans hâte quarante Kyrie eleison, ne produit pas de brûlure et ne se consume pas, et les candélabres et bougies préparés s’y allument. Mais par ailleurs, comment et d’où cela provient, je ne saurais le dire ».
Les pèlerins et le clergé prétendent que le « Feu saint » ne les brûle pas, ni les cheveux ni les visages,,.
Ce phénomène est considéré comme le plus ancien miracle annuel documenté dans la chrétienté,.

### Déroulement de la célébration
Le vendredi saint, les autorités israéliennes vérifient que le « tombeau du Christ » est vide et qu'il ne contient rien qui puisse allumer une flamme ou un feu. Le tombeau est ensuite scellé. La foule arrive nombreuse dans la matinée du samedi saint et se regroupe dans l'église autour du sépulcre. Le Patriarche orthodoxe grec ou arménien subit alors une fouille complète et publique réalisée par les officiers turcs (ou israéliens aujourd'hui), afin de vérifier qu'il n'emporte avec lui aucun moyen d'allumer des bougies. Après la fouille, il revêt sa tenue sacerdotale et entre seul dans le tombeau vers midi, et se met en prière
.
Tandis que le Patriarche est à l'intérieur de la chapelle agenouillé devant la tombe, l'église est plongée dans la pénombre, mais parcourus par un murmure assez fort : les fidèles rassemblés chantent « Seigneur, prends pitié » (Kyrie eleison en grec) jusqu'à ce que « le feu Saint descende ». L'atmosphère est très tendue. Quand la lumière « jaillit », le patriarche allume la brassée des 33 bougies qu'il a emportées avec lui, puis il sort avec ses bougies allumées et brillantes dans l'obscurité, un grondement de jubilation résonne dans l'église. Les fidèles s'écrient alors « Axios! » (Il est digne!).
La flamme est transmise aux fidèles dans l'église à partir de ces bougies. Les témoins rapportent que « le feu se transmet à très grande vitesse » dans toute l'église, certains affirmant que parfois « les cierges s'allument spontanément ».

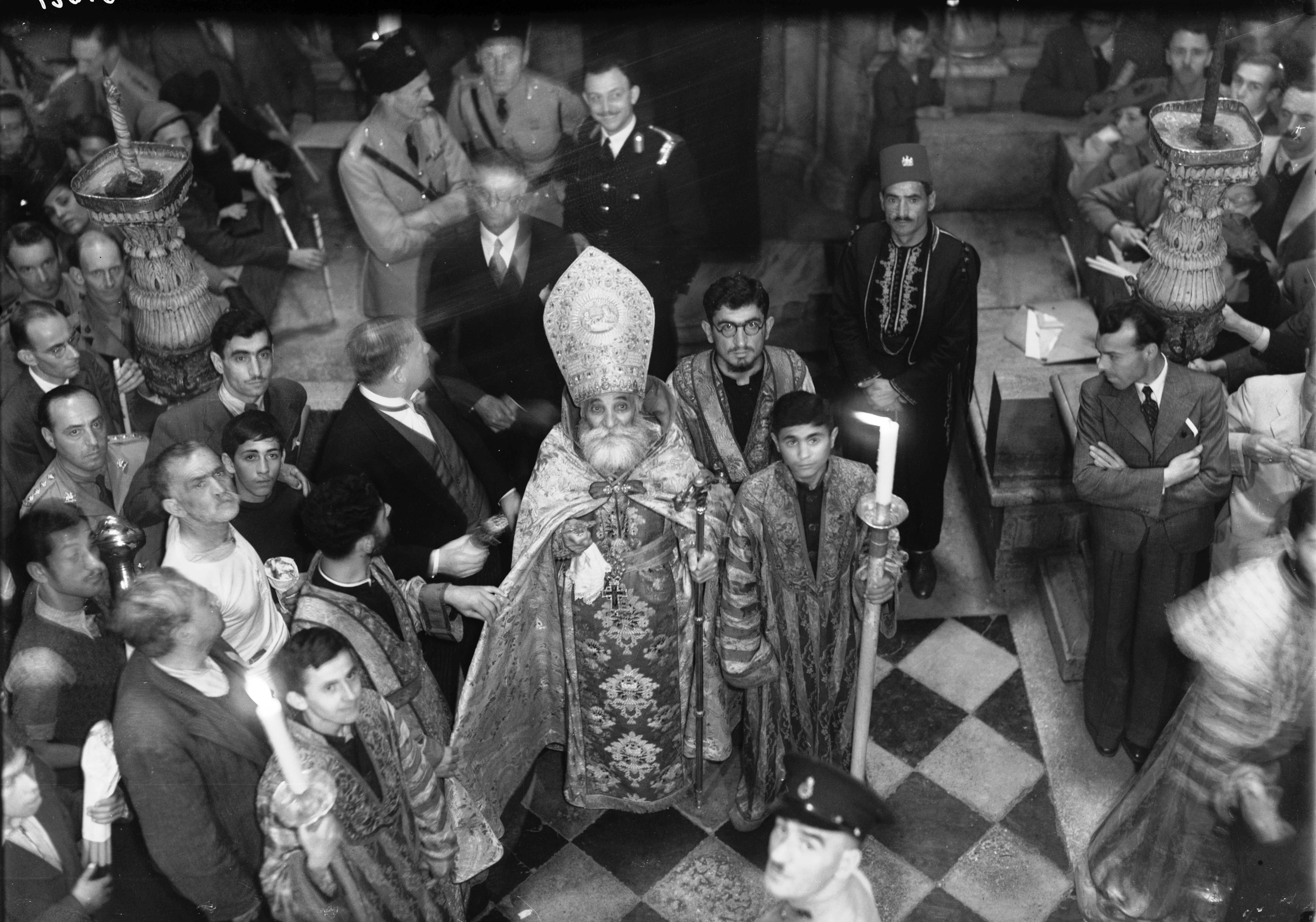
Patriarche arménien se préparant à recevoir le feu sacré (1941)
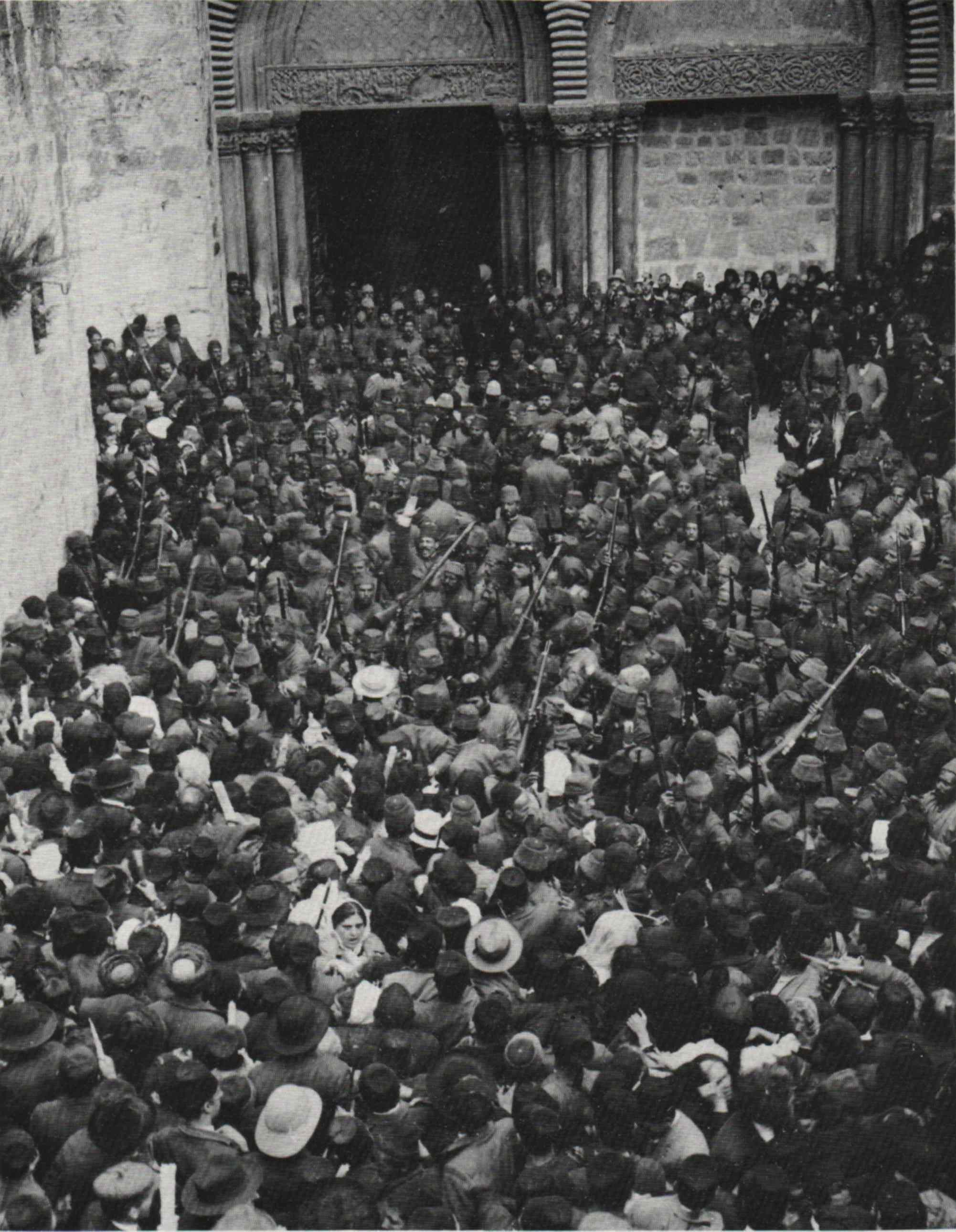
Foule de pèlerins attendant l'arrivée du feu sacré à l'extérieur de l'église (1905)
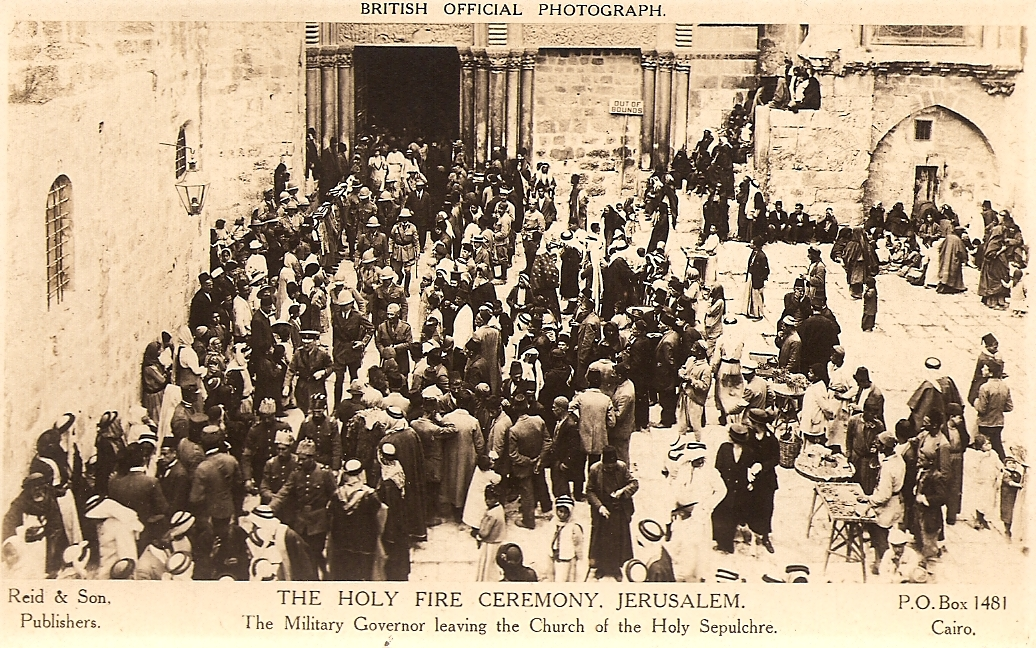
Carte postale commémorant l'événement
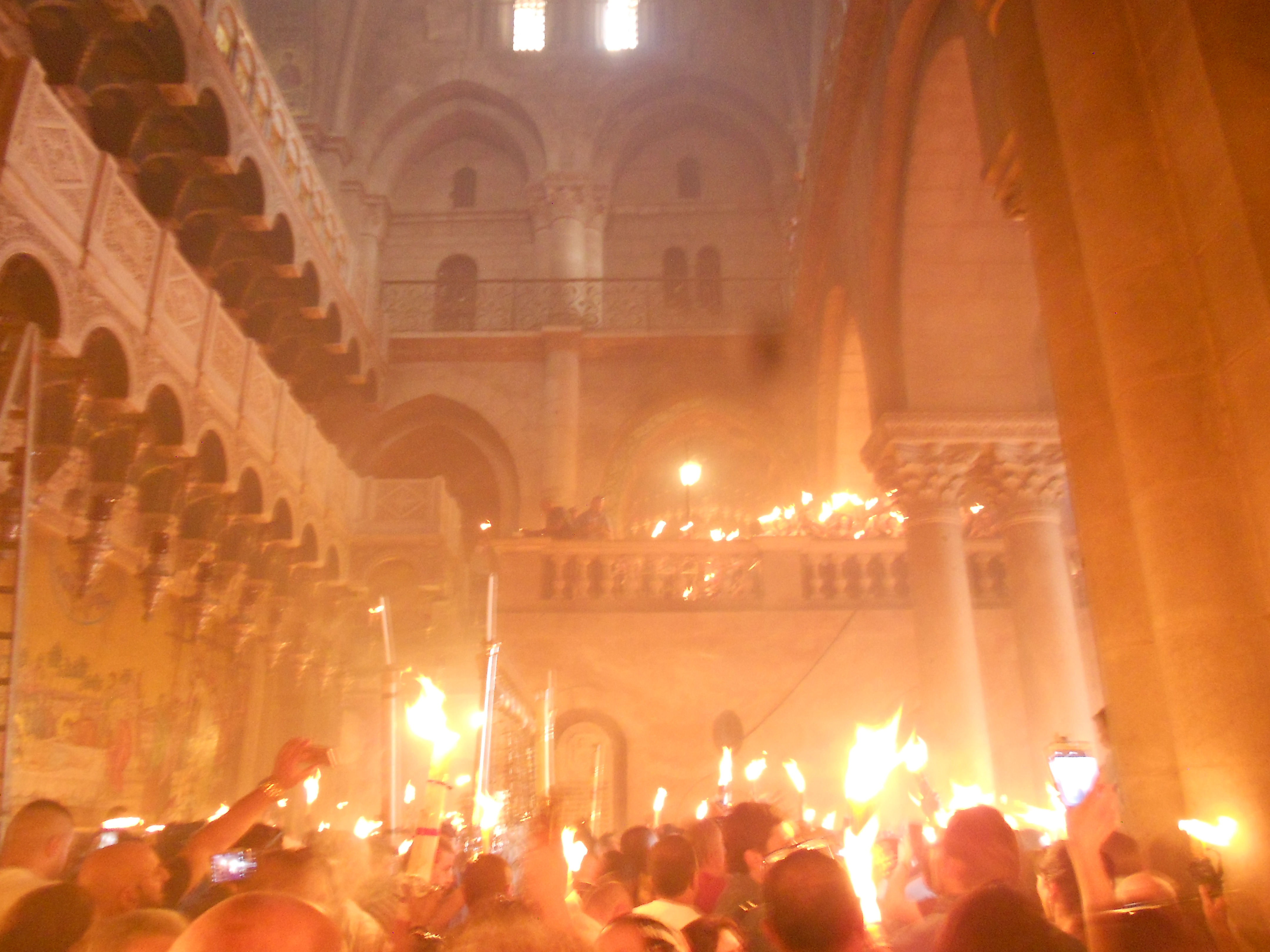
Cérémonie du feu sacré en 2018

Compte tenu des conflits récurrents entre les différentes églises chrétiennes pour la gestion du lieu, le déroulement des célébrations a fait l'objet d'un accord (appelé « statu quo ») en 1852, sous l'autorité de l'administration turque (de l'époque) en Palestine.
Cet accord et le fonctionnement décidé à l'époque sont toujours en vigueur à ce jour. Un calendrier spécial des services de Pâques est établi (et imprimé) conjointement par les patriarcats grecs et arméniens.
Selon l'historien de l’Église A. Dmitrievsky, qui a décrit le service liturgique au début du XXe siècle, le service moderne s'est considérablement écarté de celui mis en place dans les temps anciens,. Au cours du siècle dernier, l'office a peu changé, ce qui peut être expliqué par le « statu quo ». Conformément à l'accord en vigueur, le patriarche de l'Église orthodoxe grecque et celui de l'Église orthodoxe arménienne participent ensemble à la célébration.

## Témoignages et récits historiques

### Dans l'Antiquité

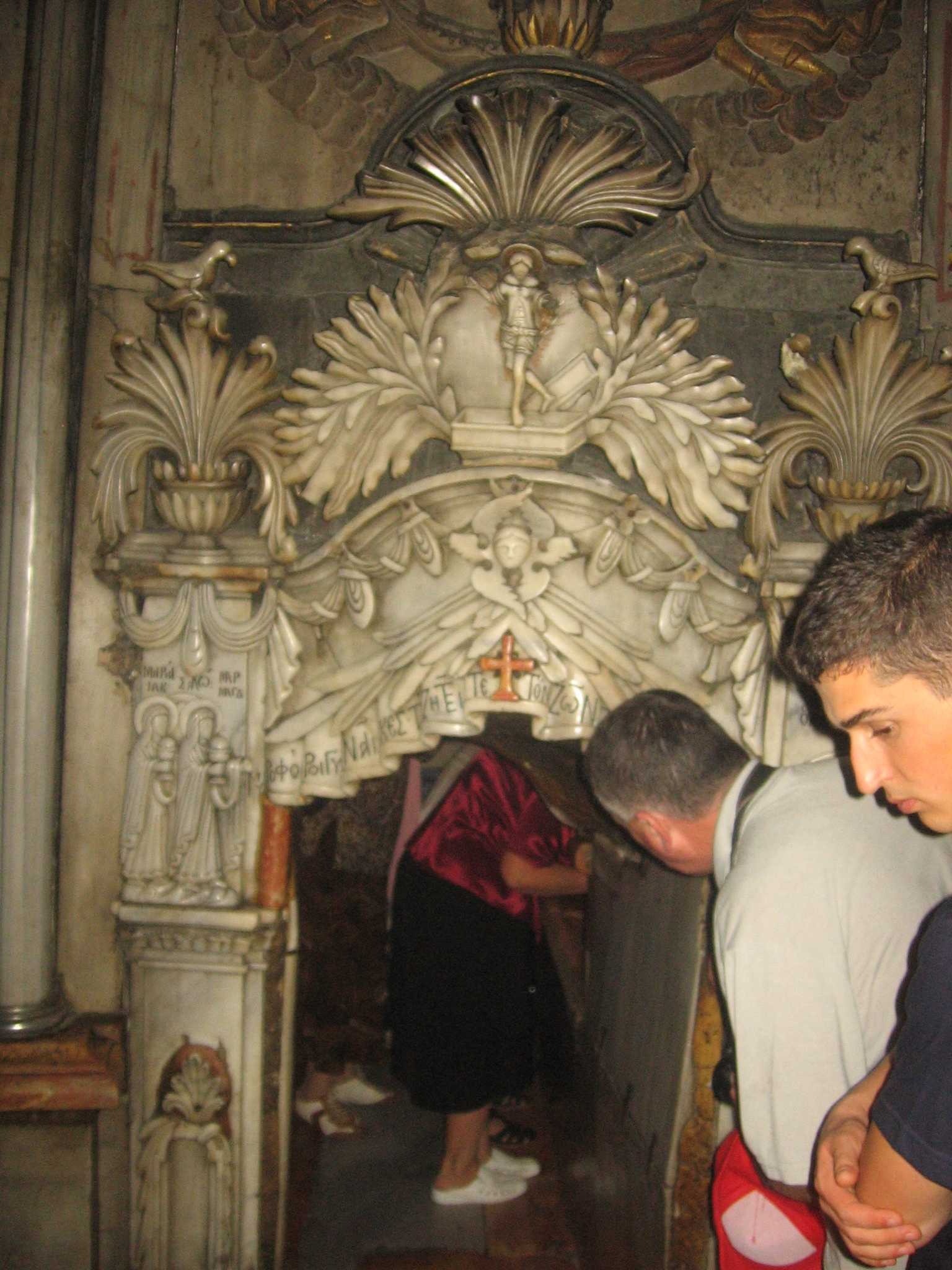
Pèlerins attendant devant l'entrée du tombeau.

Selon l'affirmation de l'Archimandrite Léonide, les plus anciennes informations sur le feu sacré, « proviennent de l'Antiquité la plus profonde ».
L'historien Eusèbe de Césarée décrit dans sa Vita Constantini (qui date d'environ 328), un événement survenu à Jérusalem lors de la Pâques en l'an 162 : « lorsque les gardiens de l'église étaient sur le point de remplir les lampes pour les préparer à célébrer la résurrection du Christ, ils ont soudainement remarqué qu'il ne restait plus d'huile à verser dans les lampes. Sur ce, l'évêque Narcisse de Jérusalem ordonna que les bougies fussent remplies d'eau. Il a alors dit aux gardiens de les allumer. Devant les yeux de tous les présents, chaque lampe brûlait comme si elle était remplie d'huile pure ».
La tradition orthodoxe chrétienne affirme que ce « miracle », qui précède la construction du Saint Sépulcre au IVe siècle, est lié au « miracle du Saint Feu ». Ils admettent que les deux diffèrent, comme le premier était un événement ponctuel tandis que le miracle du Feu saint se produit chaque année. Cependant, ils ont en commun « la prémisse que Dieu a produit le feu là où, logiquement parlant, n'aurait pas dû l'être ».
Autour de 385, Égérie, une noble femme d'Espagne, se rend en Palestine. Dans le récit de son voyage, elle parle d'une cérémonie au Saint Sépulcre du Christ, où une lumière sort de la petite chapelle entourant le tombeau, par laquelle toute l'église est remplie d'une lumière infinie ((la) lumen infinitum).
Des écrits de pères de l'Église (sans citer explicitement le « miracle ») évoquent ce « feu sacré », :
- Grégoire de Nysse (331-394) qui indique qu’il vit le Feu sacré la nuit « par les sens et spirituellement ».
- Jean Damascène (676-749), dans ses chants liturgiques, fait souvent mémoire de la lumière brillant miraculeusement sur le Saint Tombeau. Par exemple il dit : « Pierre, s'étant rapidement approché du Tombeau, et ayant vu la lumière dans le sépulcre, s'effraya ».

### AuMoyen Âge

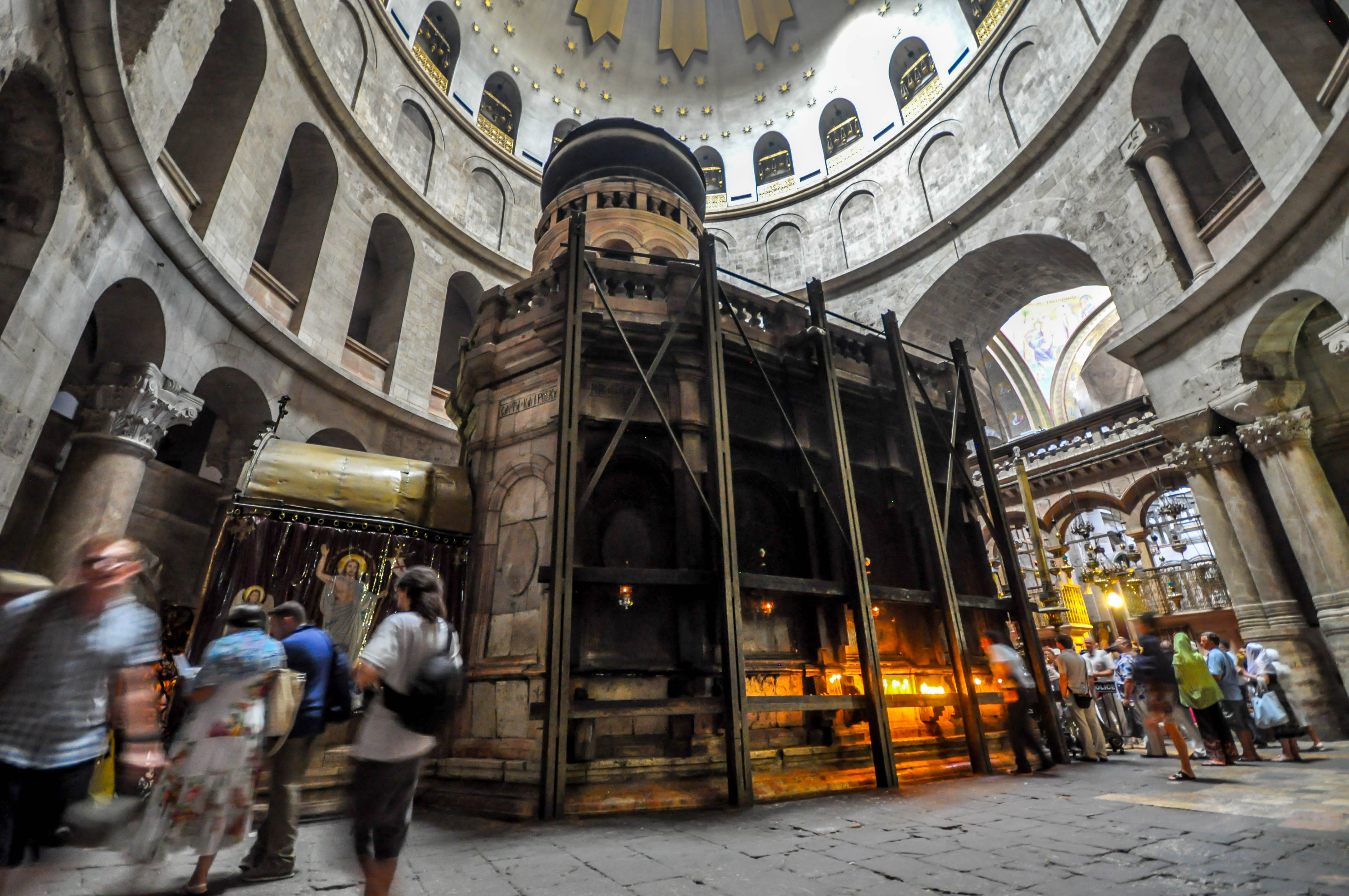
Édicule abritant la tombe du Christ avec au-dessus le dôme de la rotonde visible.

En dehors des textes de l'Antiquité, le « Feu saint » est considéré comme étant décrit pour la première fois par le pèlerin franc, Bernard le Sage ((la) Bernardus Monachus), en 876. Il a déclaré dans son récit de voyage : « Le samedi saint, la veille de Pâques, au service du matin dans l'église du Saint-Sépulcre, l'assemblée chante Kyrie, Eleyson (Seigneur, prend pitié). Un ange descend et allume les lampes suspendues sur le Saint-Sépulcre. Le Patriarche transmet le feu à l'évêque, et enfin à toutes les personnes, de sorte que tout le monde peut allumer le feu dans sa maison. Le nom actuel du patriarche est Théodose (863-879); il est appelé en ce lieu pour sa piété »,,.
Sous le règne de Baudouin Ier de Jérusalem, le clergé latin s'empare du Saint-Sépulcre. Mais lors de la célébration pascale de 1101, le patriarche latin Daimbert de Pise ne parvient pas à obtenir le « Saint feu ». Devant le fiasco de l'événement, le clergé grec est restitué dans ses fonctions et la papauté prend une vision bien moins enthousiaste vis-à-vis du « miracle ».
D'autres auteurs font également référence au miracle de ce « saint feu » :
- au début du Xe siècle, Aref, métropolite de Césarée de Cappadoce, dans une lettre à l'émir de Damas écrit : « A Jérusalem se trouve le Saint-Sépulcre, alors que son entrée est scellée, et que les chrétiens situés à l'extérieur de l'église de la Sainte Résurrection pleurent et prient, "Seigneur, prend pitié", soudain, il y a un éclair et les lampes s'allument; de ces flammes tous les habitants de Jérusalem allument leur lampe »[21]
- En 947, Nikita, un clerc de l'empereur byzantin Constantin VII, a également évoqué dans son ouvrage (L'histoire de Nikita clerc du roi) la descente du saint feu sur le tombeau du saint sépulcre, et le fait que seul certaines personnes peuvent le recevoir (« avoir les mains pures »), sous-entendant des conflits et rivalités de personnes pour « recevoir le saint feu »[22],[23]
- En 957, l'historien arabe Masudi raconte dans son récit de voyage en Palestine « la célébration dans l'église de la Résurrection à Jérusalem rassemble des chrétiens de toute la terre, le feu descend du ciel et les bougies sont éclairées par lui. Les musulmans sont nombreux à venir regarder cette fête. (...) l'arrivée du feu est un grand mystère. Le feu descend le samedi matin avant le jour de Pâques »[24]
- L'Higoumène Daniel, présent à la cérémonie en 1106 mentionne une incandescence bleue qui descend de la coupole de la édicula où le patriarche attend le Feu Sacré[25],[26].
- Le Pape Urbain II, lors du concile de Clermont en 1095, dans son discours à la foule rassemblée devant lui, déclara : « En vérité, dans ce Temple (le Tombeau du Seigneur), Dieu repose; jusqu'à présent, Il ne cesse d'y manifester des miracles car, aux jours de sa Passion, alors que toutes les lumières sont éteintes au-dessus de sa tombe et dans l'église, soudain, les lampadas éteintes se rallument. Quel cœur, si endurci soit-il, ne s'attendrirait pas devant une telle manifestation ! »[1],[2]
- Le chroniqueur de l’Église romaine Baronius témoigne: « Les chrétiens occidentaux, ayant repris Jérusalem aux Sarrasins, virent un miracle lorsque, le Samedi saint, les bougies s'allumèrent d'elles-mêmes auprès du tombeau du Seigneur. Ce miracle se produit là-bas habituellement… »[1],[2]

### Dans la littérature russe postérieure
En 1648, le Livre de la Foi imprimé à Moscou évoque le feu sacré du samedi saint indiquant que « chaque année, le samedi saint, on peut voir sur le tombeau du Seigneur la lumière sainte », et il ajoute : « il y est démontré que cette Lumière apparaîtra sur le tombeau du Christ jusqu'à la fin des temps ». Le moine Parféni précise : « C'est une joie de voir, qu'à présent, bien qu'à contrecœur, les autres chrétiens respectent la foi orthodoxe, et jettent leurs regards sur les orthodoxes comme sur un soleil très clair, car ils espèrent tous recevoir par eux, la grâce de la lumière sainte ».
En 1707-1709, Hippolytus (Vyshensky) (ru) lors de son voyage en Orient a visité Jérusalem. Il a laissé un témoignage écrit sur la descente du Saint feu.
En 1835, Avraam Norov, écrivain russe (qui deviendra plus tard ministre de la Culture), assiste à l'événement et raconte : « J'ai vu comment le métropolite, âgé, s'étant penché pour pénétrer par l'entrée basse, arrivé dans la grotte, se jeta à genoux devant le Saint Tombeau, sur lequel rien n'était déposé, qui était complètement nu. Une minute ne s'était pas écoulée, que l'obscurité s'inonda de lumière, et le métropolite sortit vers nous avec un bouquet de bougies flamboyantes. »,.

### Incidents et accidents

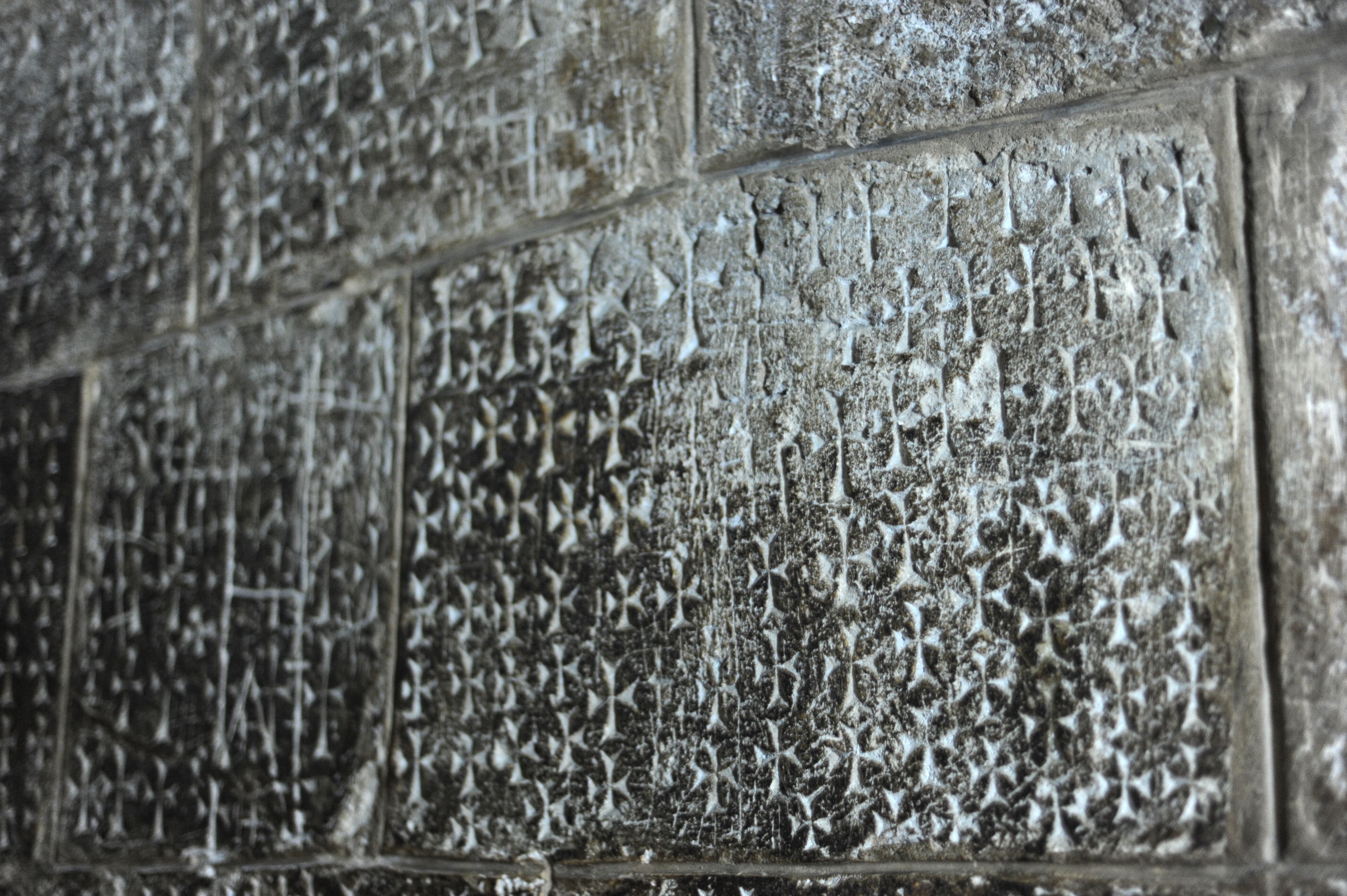
Graffitis laissés par les croisés dans l'église du Saint-Sépulcre.

En 1101, après la prise de Jérusalem par les croisés, le clergé latin s'empare du Saint-Sépulcre (en supplantant le clergé grec orthodoxe), et le patriarche Daimbert tente de « recevoir le Saint feu ». Mais le saint feu ne « descend pas », et devant le fiasco de l'événement, le Saint-Sépulcre est à nouveau confié au clergé grec par Baudouin Ier.
En 1834, le feu se propage lors de la cérémonie et cause une grande panique : 300 pèlerins qui tentent de fuir par la petite porte de l'église (donnant sur le parvis) meurent asphyxiés,.
Sur l'édicule, des traces de brûlure et une colonne fendue sont aujourd'hui visibles à gauche de l'entrée. L'explication des causes de ces « dégradations » a donné lieu à plusieurs versions :
- La tradition arménienne (la plus ancienne connue : écrite au plus tard en 1635 dans Itinéraires de Simeon Lekhatsi (ru) ce récit se réfère à l'événement situé à une date incertaine : « Il était une fois de pauvres pèlerins situés à l'extérieur (du tombeau) et qu'on ne laissait pas entrer, « laissez-nous entrer » disaient-ils, et ils étaient privés de [la lumière]. Mais quand la lumière est venue, elle s'est d'abord précipitée vers les pauvres et elle a brûlé les sommets des colonnes de marbre de chaque côté de la porte. Beaucoup de gens ont vu cela et ont rendu gloire à Dieu (...) »[31]. Remarque critique : Simeon Lekhatsi, décrit la nature des dommages en indiquant que la Sainte Lumière « a brûlé les sommets des colonnes de marbre de chaque côté de la porte » , mais ne dit rien sur une fissure située à la base de la colonne, qui est pourtant l'élément le plus visible, encore aujourd'hui.
- La tradition grecque : elle est rapportée la première fois par le vieux-croyant John Loukianov qui a fait un pèlerinage en Terre Sainte dans les années 1710-1711. Il indique qu'un incident se serait produit 24 ans avant son passage (soit vers 1686) : le saint feu serait sorti du pilier le samedi saint. D'après les "Grecs", des responsables arméniens seraient venus à Pâques et auraient chassé les Grecs hors du sépulcre. Le métropolite grec, chassé hors du tombeau aurait pleuré et prié Dieu pendant que les Arméniens faisaient l'office dans l'édicule. À la onzième heure, le feu serait descendu, avec un bruit de tonnerre, et une grande lumière, sortant du pilier (à l'extérieur du sépulcre où se tenaient les Arméniens). Voyant cela, un officier musulman aurait déclaré « Grand est le Dieu des chrétiens », ce qui aurait entrainé la colère de ses collègues qui « le frappèrent et le tuèrent »[32].
- Une autre version, qui est aujourd'hui retenue (car considérée comme étant la plus probable) est la suivante : en 1579, le clergé arménien corrompt le sultan (de l'Empire ottoman) Mourad III, et obtient (contre de l'argent) d'évincer les responsables grecs orthodoxes qui devaient « rentrer dans le sépulcre pour recevoir le Saint feu ». Il s'enferme à l'intérieur de l'édicule à leur place avec l'aide des forces ottomanes. Le « feu sacré » n'apparait pas sur la tombe, mais « jaillit » d'une colonne à gauche de la porte (à l'extérieur du tombeau, dans l'église). La large fissure[N 10] qui marque la colonne du milieu à la gauche de la porte serait, selon une tradition orthodoxe, le vestige de cet événement. Un officier turc du nom de Omar (saint Omar), voyant le « miracle » se convertit (publiquement) au christianisme mais il est immédiatement décapité, et son corps brûlé devant l'église. Ses cendres et ses os sont recueillis par des chrétiens, placés dans un reliquaire, et inhumés devant le couvent de la Vierge. « La perte du feu miraculeux » aurait forcé les Arméniens à redonner l'accès au Saint-Sépulcre aux Grecs[33],[34]. Remarque : cette version est très proche de la précédente[N 11], à l'exception de la date de l'incident.

## Scepticisme, critiques et tentatives d'explications

### Accusations de fraude
Les accusations de fraudes sont nombreuses, et remontent à plusieurs siècles (malgré les fouilles et contrôles effectués par les autorités politiques depuis des siècles). Les auteurs ne s'accordent cependant pas sur les moyens de la fraude :
- selon Shihab al-Din al-Qarafi (en), le souverain Ayyoubides du XIIIe siècle Tûrân Châh aurait découvert « la fraude du Saint Feu », mais il aurait permis aux moines de continuer (leur fraude) en échange d'argent[35].
- en 1238, le pape Grégoire IX dénonce le Saint Feu comme étant une fraude[N 12], et a interdit aux Franciscains de participer à cette cérémonie[36]. De même, de nombreux chrétiens se sont déclarés peu convaincus par l'événement[18].
- en 1256, le chroniqueur Sibt ibn al-Jawzi écrit[37] : « J'ai vécu à Jérusalem pendant dix ans et je suis allé à l'église de la Résurrection lors de leur Pâques et d'autres jours. J'ai étudié comment allumer la lampe à la résurrection - une fête de la lumière. (...) Quand le soleil descend et devient sombre, l'un des prêtres profite de l'inattention, ouvre une niche dans le coin de la chapelle, et allume sa bougie à une lampes et hurle : "descente de la lumière et de la miséricorde Christ" . »
- Moujir-ud-Din (en) juge à Jérusalem en janvier 1496, a publié un ouvrage historique, intitulé « Le Livre de l'amitié glorieuse de l'histoire de Jérusalem et Hébron », qui rassemble des informations topographiques et historiques sur ces deux villes[N 13]. Dans son livre réédité en 1868 nous trouvons : « En l'an 898, Al-Hakim bi-Amr Allah ... a ordonné de détruire l'église d'al-Kumamu (Saint-Sépulcre), qui est à Jérusalem, et de mettre les gens à piller tous les biens, les navires et ainsi de suite. Cela était dû à des rapports qu'il avait reçus sur les pitreries des chrétiens le jour de Pâques avec le feu, qu'ils obtiennent par la ruse, et les gens ignorants croient que ce feu descend du ciel. Il est fait par imprégnation d'huile d'arbre baumier et de fils de soie minces enduits de soufre et d'autres médicaments, le tout disposés avec un tel art, que cela (ce subterfuge) fonctionne aux yeux des personnalités et des gens ordinaires. Ils le font encore dans al-Kumame (le Saint-Sépulcre) le jour du feu qu'ils ont appelé. "Samedi de lumière" »[38].
- au XVIIe siècle, le voyageur ottoman, Evliya Çelebi, a affirmé qu'un moine (caché) égouttait un pot dissimulé en zinc contenant du naphta[39].
- au XVIIIe siècle, Edward Gibbon a évoqué le phénomène dans la conclusion de son Histoire de la décadence et de la chute de l'Empire romain : « Cette pieuse fraude, conçue pour la première fois au IXe siècle, a été chérie avec dévotion par les croisés latins et est répétée chaque année par le clergé des sectes grecques, arméniennes et coptes qui imposent aux spectateurs crédules pour leur propre bénéfice et celui de leur tyrans »[40].
- Adamántios Koraïs (1748-1833), dans son traité « Sur la Sainte Lumière de Jérusalem » critique le Saint feu comme étant une fraude, une « machination de prêtres frauduleux », et la lumière « impie » de Jérusalem comme étant « un miracle des profiteurs ».
- au XIXe siècle, Thomas Tegg (en), a inclus une critique de l'événement dans l'encyclopédie de Londres publiée en 1828, spéculant que « l'événement est purement naturel et motivé par l'intérêt pécuniaire »[41].
- au XIXe siècle, l'évêque orthodoxe Porphyrius Uspensky, responsable de la mission orthodoxe russe de Jérusalem a critiqué le phénomène dans ses écrits :
  - « Le Hiérodiacre, présent dans la chapelle du Saint-Sépulcre au moment où, selon la croyance commune, le feu sacré descend, m'a dit "j'ai vu avec horreur que le feu est allumé simplement à l'aide de lampes qui ne s'éteignent jamais, et donc que le feu sacré n'est pas un miracle" »[42].
  - « Lors d'une rencontre avec Mischaël, il a admis qu'il allume le feu-sacré dans l'édicule avec une lampe cachée derrière l'icône de marbre mobile de la Résurrection du Christ, dans le Saint-Sépulcre. »[43].
- au XXIe siècle, l'accusation selon laquelle le Patriarche se sert tout simplement de la lampe du sanctuaire est reprise[44].

### Hypothèses et critiques scientifiques
En 2005, lors d'une démonstration en direct à la télévision grecque, Michael Kalopoulos, auteur et historien de la religion, plonge cinq bougies dans du phosphore blanc. Les bougies s'allument spontanément après environ 7 à 8 minutes en raison des propriétés d'auto-inflammation du phosphore blanc au contact avec l'air. Selon Kalopoulos : « si le phosphore est dissous dans un solvant organique approprié, l'auto-inflammation est retardée jusqu'à ce que le solvant soit presque complètement évaporé. Des expériences répétées ont montré que l'allumage peut être retardé pendant une demi-heure ou plus, en fonction de la densité de la solution et du solvant utilisé. »
Kalopoulos estime que des réactions chimiques de cette nature étaient connues dans les temps anciens, en citant Strabon : « A Babylone, il existe deux sortes de sources de naphta, une blanche et une noire. Le naphta blanc est celui qui s'enflamme avec le feu ». Il affirme en outre que le phosphore a été utilisé par les magiciens chaldéens au début du Ve siècle av. J.-C., et par les anciens Grecs, d'une manière similaire à son utilisation supposée faite aujourd'hui par le patriarche orthodoxe oriental de Jérusalem.
Le sceptique russe Igor Dobrokhotov a analysé les photos d'un « miracle » sur son site Web, y compris les sources anciennes et les photos et vidéos contemporaines, il conteste le caractère « miraculeux » de l'événement.
Dobrokhotov et d'autres critiques, citent des extraits des journaux de l'évêque Porphyrius Uspensky (1804-1885) qui aurait indiqué (dans son récit de voyage en Terre sainte) que « le clergé de Jérusalem savait que le Saint Feu était frauduleux ». Ce à quoi, certains commentateurs répondent que l'archimandrite russe manquait de discernement et « d'esprit critique » ajoutant foi à des racontars (sans rechercher des témoins directs) qui confirmaient ses « idées très arrêtées » sur la piété des orthodoxes grecs.

### Expérimentations scientifiques in-situ
Dans les années 2000, la Commission de description des événements miraculeux de l'Église orthodoxe russe, met au point un programme d'étude des « événements qui accompagnent la descente du feu ». L'un des points concernait des radio-mesures à proximité de l'édicule. En 2008, Andrei Alexandrovich Volkov, chef du laboratoire de systèmes d'ions de l'Institut Kourtchatov réalise des mesures à l'aide d'une instrumentation complexe comprenant une antenne, un convertisseur numérique, un oscilloscope et un ordinateur portable (pour enregistrer le spectre des mesures électromagnétiques ). La campagne de mesure a duré plus de six heures, avec une mesure toutes les minutes, du spectre électromagnétique (dans la gamme de fréquences 0–360 kHz). L'analyse du rayonnement au moment de la descente du saint feu a donné une puissance (de rayonnement) comparable à la puissance du rayonnement électromagnétique à l'intérieur d'une machine de soudure à l'arc. Après des mois d'analyse des mesures, Andrei Alexandrovich Volkov conclut qu'il s'agit d'un « véritable miracle » qui ne peut se « produire qu’à la suite d’une décharge électrique »,. Les auteurs du journal Science et Religion (ru), ont suggéré :
« lors de la descente du Saint-feu, il se produit une ou plusieurs décharges électriques suffisamment puissantes, qui, apparemment, sont la cause de l'allumage par étincelle.(...) Nous notons qu'au moment de ces mesures (lors de la décharge) il a été remarqué une résonance sonore bien distincte des chants et des prières de la chorale. Une telle décharge peut provoquer un effet piézo-électrique et donner naissance à un potentiel électrique significatif ».
Le fabricant d'équipement et Candidat des sciences physiques et mathématiques Andrei Volkov estime, pour sa part, que l'on ne peut tirer aucune des conclusions d'une (unique) expérience, car il faudrait faire encore d'autres mesures :
« Il y a eu une décharge électrique, soit par impact de foudre, ou par un phénomène « anormal » dans l'équipement de mesure, ou alors il a été brièvement impliqué dans quelque chose de proche des briquets Piezo. »
Le chef de l'association des scientifiques orthodoxes, l'archiprêtre Gennady Zaridzen a utilisé un pyromètre pour déterminer la température du feu sacré. Il indique que dans les premières minutes de l'arrivée du feu, il a mesuré une température d'environ 40 °C. Des mesures répétées ont indiqué qu'au bout de 15 minutes la température serait montée à 320 °C.

## Influences et conséquences dans le monde

### Utilisation religieuse
Si les croyants orthodoxes affirment qu'il y a là un « authentique miracle », certains croyants, et même certains responsables orthodoxes utilisent cet événement (et sa répétition chaque année) comme une « preuve convaincante de la vérité de la foi orthodoxe » car seul un patriarche orthodoxe peut le recevoir, et le phénomène se produit suivant le calendrier orthodoxe de la fête de Pâques (pour eux, c'est la preuve que le calendrier grégorien utilisé par le Vatican, et les autres chrétiens, n'est pas « bon »).
Pour un certain nombre d'athées, ce « miracle » est une supercherie montée par des responsables religieux pour attirer les pèlerins. Les autorités orthodoxes accusent des groupes de « sceptiques et agnostiques » d'avoir mené des campagnes de dénigrement et de désinformations sur le sujet en « manipulant » des citations anciennes, amenant ces responsables religieux à répondre aux différents arguments (sur leur site web).
Selon certaines traditions, la « non descente du feu sacré » (le samedi avant Pâques), serait un signe que la fin du monde est proche.

### Influences politiques et économiques

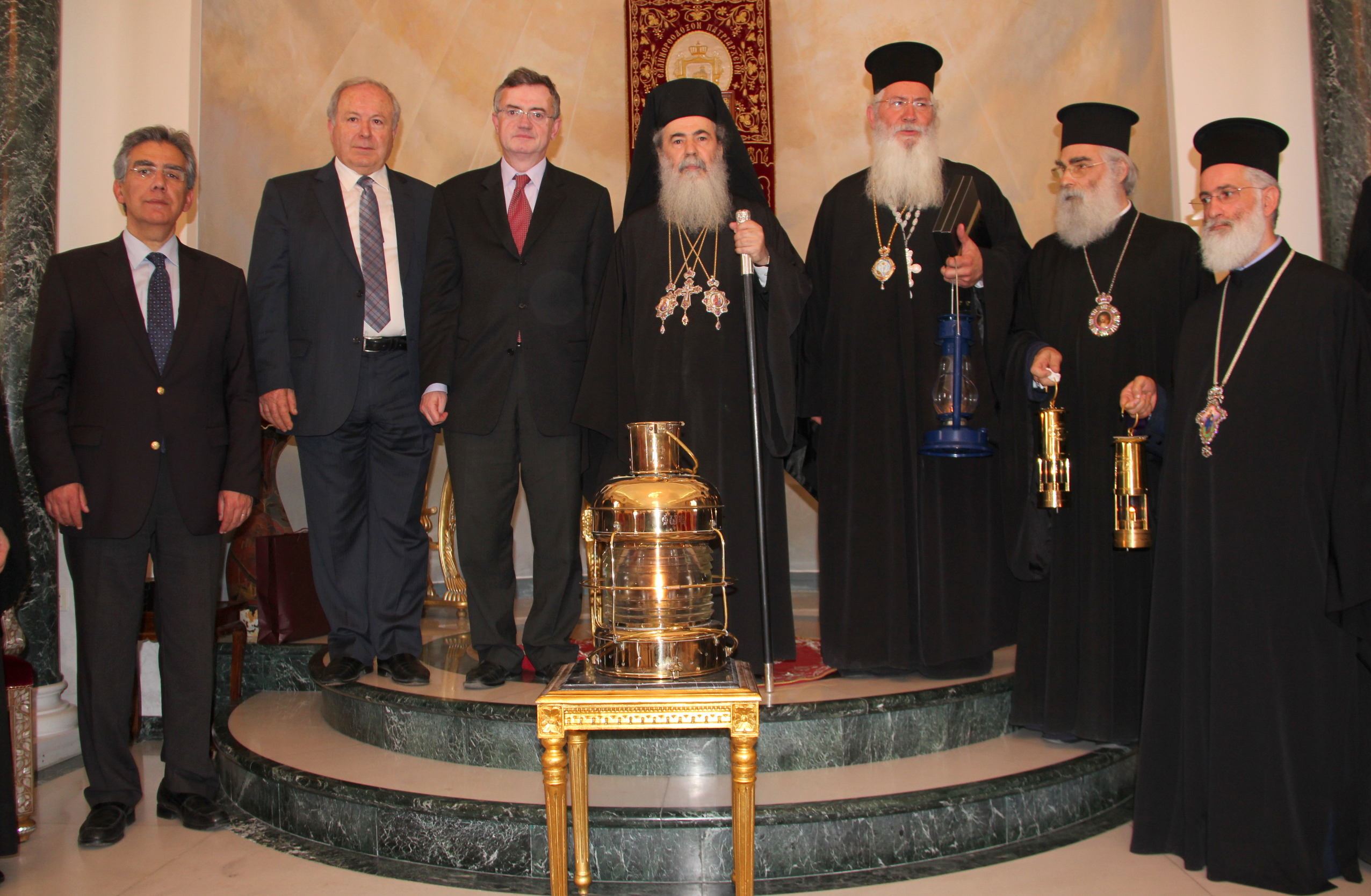
Photo officielle du ministre grec, déplacé pour l'événement.

Des milliers de pèlerins ainsi que des chrétiens locaux de toutes les confessions se réunissent à Jérusalem pour participer et assister à cet événement annuel. Cet afflux de pèlerins et de touristes mobilise des forces de police importantes pour contrôler et sécuriser les lieux. Malgré la foule compacte et l'unique petite porte de sortie, il n'y a pas eu d'incident mortel (à ce jour), hormis le drame de 1834 où plusieurs centaines de personnes ont péri étouffées dans un mouvement de panique,,. Aujourd'hui, des postes de secours sont prévus et pré-positionnés à proximité de l'église avant la célébration. Pour des questions de « sécurité », la police israélienne n'autorise que les pèlerins chrétiens (accrédités) à se rendre sur le lieu de la célébration. Mais le traitement, jugé discriminatoire, des chrétiens palestiniens par les policiers israéliens a amené le responsable de l'OLP Hanna Amireh, à dénoncer « la répression israélienne contre les chrétiens palestiniens ».
Cet événement, très important, est très suivi dans toutes les communautés des chrétiens d'Orient et orthodoxes. C'est un « moment fort du christianisme oriental » qui rassemble des dizaines de milliers de pèlerins dans l'église et sur le parvis,. La cérémonie est retransmise à la télévision en direct à travers de nombreux pays orientaux (l'Arménie, la Géorgie, la Grèce, l'Ukraine, la Russie, la Roumanie, la Moldavie, la Biélorussie, la Bulgarie, Chypre, le Liban) et d'autres pays ayant de fortes communautés orthodoxes comme l'Égypte,.

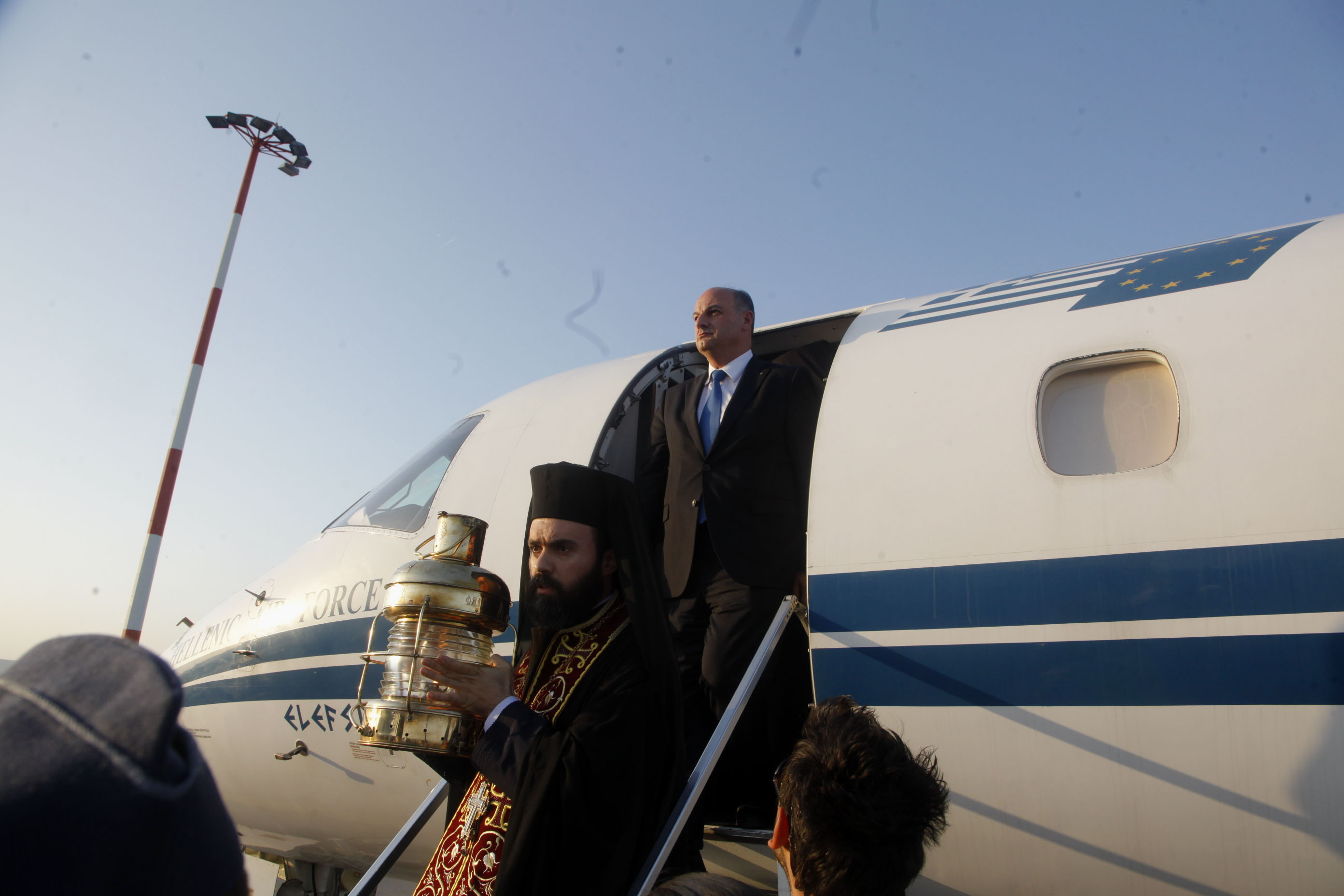
Arrivée officielle du feu sacré sur le sol grec, porté par le patriarche.

Le Saint-Feu est conduit dans certains pays orthodoxes (comme l'Arménie, la Géorgie, la Grèce, la Russie, Chypre, la Serbie, le Monténégro, la Bulgarie, la Roumanie, l'Ukraine, la Syrie, le Liban, la Jordanie et la Macédoine), par des vols spéciaux. Il est alors reçu « officiellement » par l'Église et des dirigeants de l'État,. Des processions aux flambeaux sont également organisées (dans les rues) après avoir reçu le feu sacré, comme par exemple pour porter le feu à Bethléem en Cisjordanie,.

### Dans les arts
Le peintre anglais William Holman Hunt a réalisé une peinture à l'huile de 92 x 125 cm : The Miracle of the Sacred Fire à la fin du XIXe siècle. La toile est exposée dans le Fogg Art Museum, Université Harvard (États-Unis).

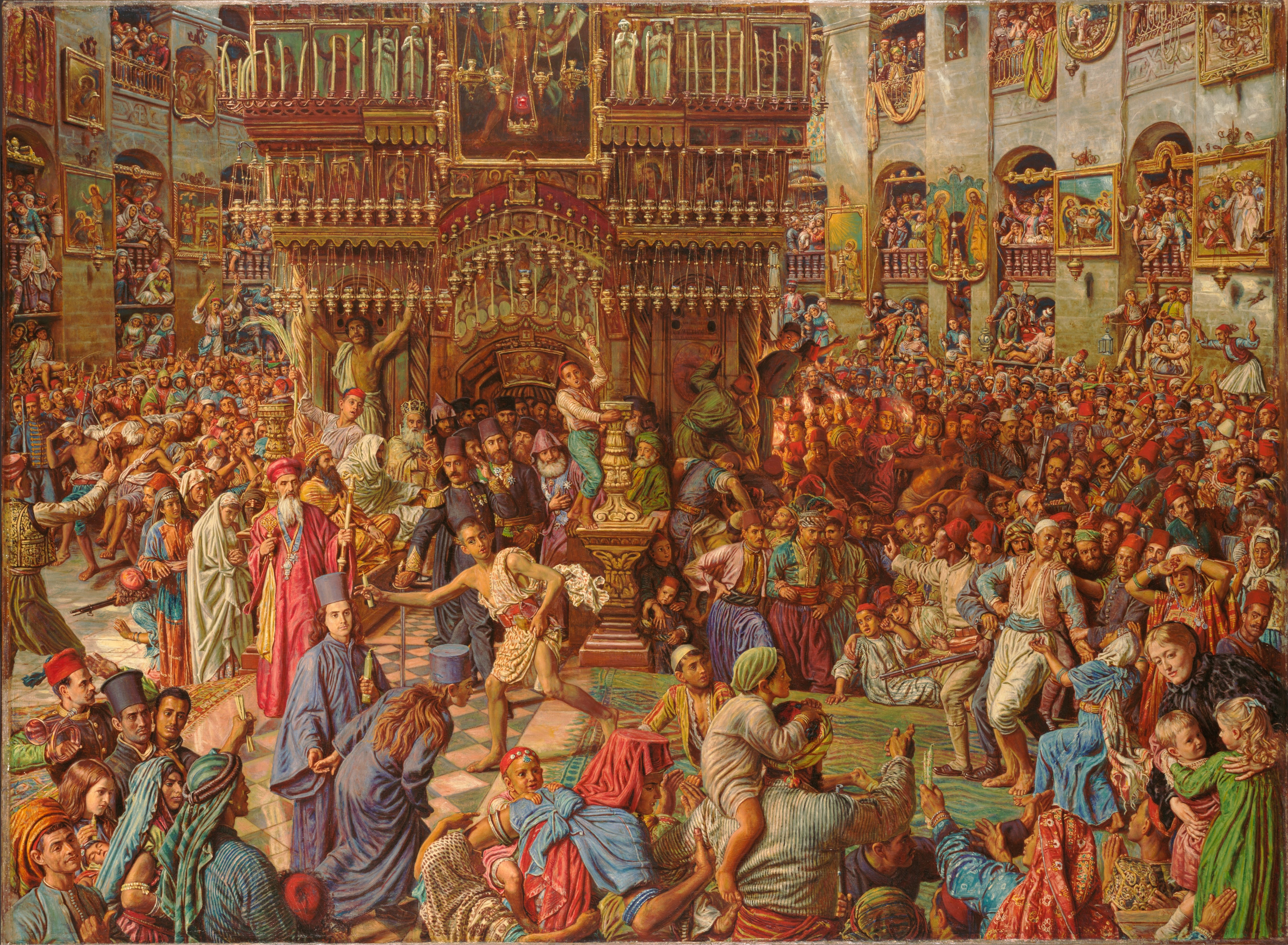
The Miracle of the Sacred Fire, par William Holman Hunt (1892-1899).
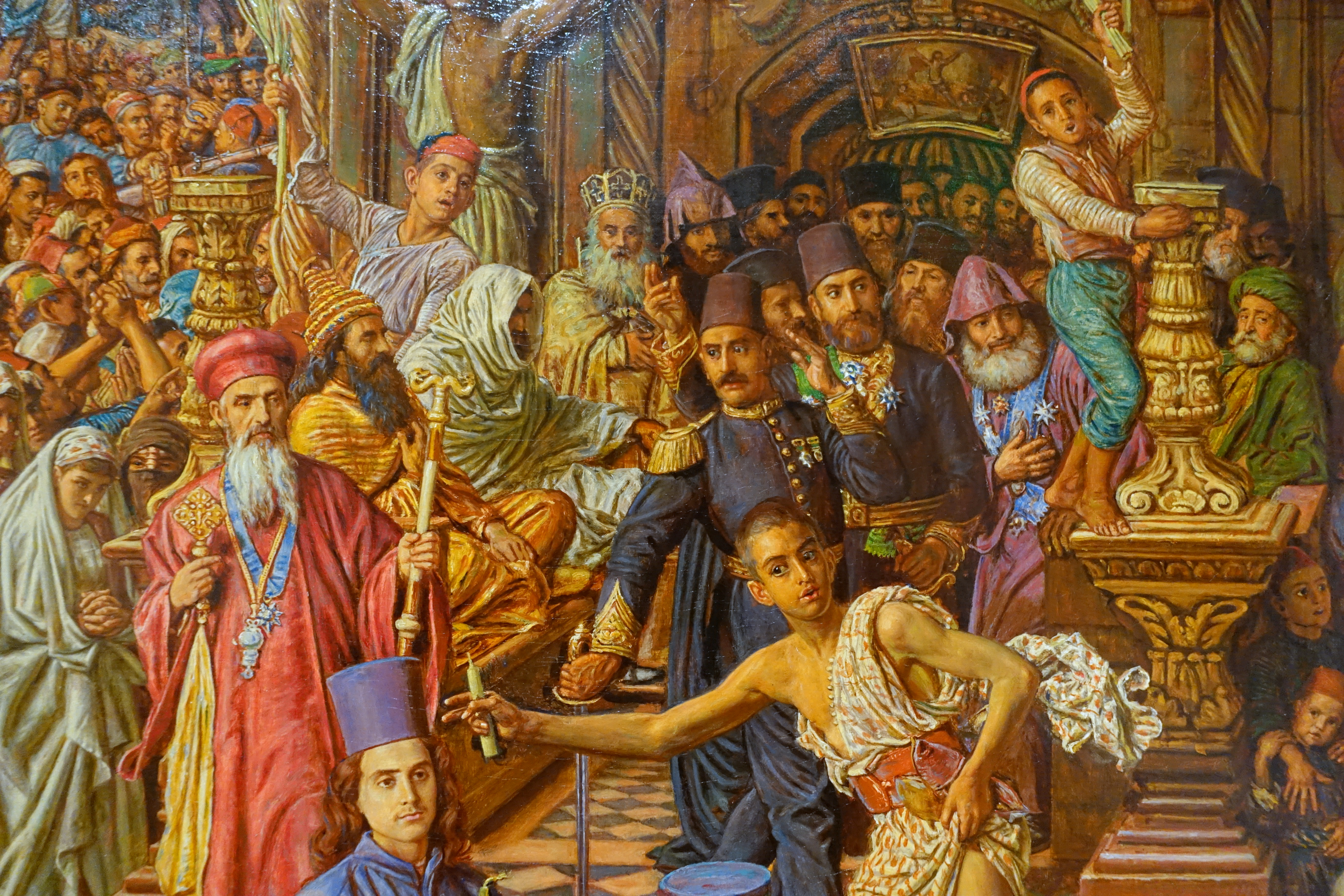
Détail du tableau The Miracle of the Sacred Fire.

## Sources
- (en) Cet article est partiellement ou en totalité issu de l’article de Wikipédia en anglais intitulé « Holy Fire » (voir la liste des auteurs).

- (ru) Cet article est partiellement ou en totalité issu de l’article de Wikipédia en russe intitulé « Благодатный огонь » (voir la liste des auteurs). (voir les nombreuses photos, récentes, mais disponibles uniquement sur leur page).